# Viettesia lucida
Viettesia lucida är en fjärilsart som beskrevs av De Toulgoët 1959. Viettesia lucida ingår i släktet Viettesia och familjen björnspinnare. Inga underarter finns listade i Catalogue of Life.